# Herjeczki Kristóf
Herjeczki Kristóf (Budapest, 1998. június 29. –) magyar labdarúgó, a Kazincbarcika játékosa.

## Pályafutása

### Klubcsapatokban
Herjeczki Kristóf a Ferencvárosban kezdte pályafutását, majd a 2009–2010-es idény előtt igazolt a Budapest Honvéd csapatához. A korosztályos csapatokban 202 mérkőzés és 124 gólt szerzett, ezt követően pedig bemutatkozhatott a klub tartalékcsapatában, az NB III-ban, ahol összesen harminc mérkőzésen lépett pályára. Az élvonalban a 2017–2018-as szezon első fordulójában mutatkozott be egy Szombathelyi Haladás ellen 2-0-ra megnyert bajnokin. 2015-ben agytumorral operálták. 2014 decemberében az angol Reading FC-nél vett részt próbajátékon.
2018 júniusában a másodosztályú Gyirmót vette kölcsön. 37 mérkőzésen ötször volt eredményes a másodosztályban. A 2019-2020-as idényre ugyancsak a Gyirmótnak adta kölcsön nevelőklubja. Két szezon alatt 56 bajnokin lépett pályára a másodosztályban, összességében 62 tétmérkőzésen tíz gólt és öt gólpasszt szerzett. 2020 nyarán a klub végleg megvásárolta a Honvédtól. Összesen öt évet töltött a Gyirmótnál, ahol 158 tétmérkőzésen 34 alkalommal volt eredményes. 2023 nyarán lejárt a szerződése, amit a klub nem hosszabbított meg. A 2023-2024-es szezonban a másodosztályban szereplő Nyíregyháza Spartacus színeiben 22 bajnokin háromszor volt eredményes. 2024 nyarán a szintén NB II-es Kazincbarcika igazolta le.

### A válogatottban
A magyar U17-es válogatott meghatározó játékosa volt a 2017-es U17-es Európa-bajnokság selejtezői és elitköre alatt, de a magyar válogatott nem jutott ki a tornára.

## Sikerei, díjai
Nyíregyháza
- NB II bajnok (1) : 2023–24

 Kazincbarcika
- NB II ezüstérmes (1) : 2024–25